# Église de la Nativité de Villeneuve-d'Ascq
Pour les articles homonymes, voir Église de la Nativité.
L’église de la Nativité ou Notre-Dame-de-la-Nativité est une église située place de la Nativité à Villeneuve-d'Ascq, dans le quartier de la Résidence.
Ce site est desservi par la station de métro Triolo.

## Historique
Ouverte en 1963, l'église (le bâtiment comme le mobilier) a été entièrement dessinée par Maurice Salembier, dans le cadre des chantiers du diocèse.
En 2008, l'église de la Nativité fut rénovée sous la direction de Maurice Salembier : le chœur est refait à neuf, le baptistère rehaussé, des salles paroissiales rénovées, un hall d'accueil est créé et les éclairages et peintures repensées. Maurice Salembier est décédé en avril 2008.

## Architecture
Les proportions, les rapports entre les éléments, les matériaux, sont typiques de l'école Le Corbusier. L'intérieur du bâtiment a son sol incliné en pente douce vers l'autel.